# スレーブ川
スレーブ川（スレーブがわ、Slave River）は北アメリカ大陸の北西部、カナダの国内を流れる河川。この川は、アサバスカ湖とグレートスレーブ湖とをつなぐ川として知られている。ただし、厳密にはアサバスカ湖から流れ出してきた川とピース川の合流点よりも下流側を、スレーブ川と呼んでいる。

## 概要
スレーブ川は、カナダのアルバータ州とサスカチュワン州とにまたがって存在しているアサバスカ湖の西端付近に存在する、ピース・アサバスカ・デルタが起点である。そして、カナダ連邦の北西準州南部に存在しているグレートスレーブ湖へと流れ込んでいる。なお、ピース・アサバスカ・デルタはアルバータ州に存在しているので、スレーブ川が流れているのは、アルバータ州と北西準州のみである。このスレイブ川の平均流量は毎秒3414m3。そして、スレーブ川自体の流域面積と、スレーブ川よりも上流に存在する河川の流域面積や湖の集水面積を合算した面積は、約61万6400km2である。
ところで、この川の全長は約434kmであり、ピース・アサバスカ・デルタに存在するスレイブ川の起点の標高は約210mで、河口のグレートスレーブ湖の標高は約160mなので、平均すると1kmにつき10cm強程度の勾配であることが判る。しかしながら、フォートスミス（Fort Smith）の周辺には比較的勾配があって流れも急であることが知られている。もちろん、この川を船で移動しようとすると、この場所は難所となる。なお、この付近は、アメリカシロペリカンの生息地となっている。
ピース・アサバスカ・デルタ一帯は1982年にラムサール条約に登録された。

## 主な支流
- ホーナデイ川（英語版）（Hornaday River）
- ソールト川（英語版）（Salt River）
- リトルバッファロー川（Little Buffalo River）

## アメリカシロペリカンの保護
先述の通り、スレーブ川のフォートスミス周辺に存在する急流の付近は、アメリカシロペリカンの生息地として知られている。この付近の川の中州には、夏季になると多数のアメリカシロペリカンが営巣する。かつてヒトがこの営巣地に侵入した結果、広範囲の営巣地でアメリカシロペリカンが巣を放棄してしまうということが起こった。このようなこともあって、現在この付近の中州は、毎年4月15日から9月15日までヒトの立ち入りが禁止され、保護されている。

## 利用
スレーブ川では、カヤックによる川降りを楽しむことができる。しかも、流れの急な難易度の高い場所から、流れの穏やかな難易度の低い場所までが存在している。また、かつてこの川は水運のためにも使われた。実際に多くの区間において比較的大型の貨物船の航行も可能なのだが、問題は川の途中に存在する急流の部分であり、約26kmの区間だけは陸送せねばならなかった。
なお、この区間も航行可能な貨物船を作るという話もあったが、それは実現しなかった。結局、マッケンジー川の流域まで陸送する方法が一般的となった。